# Łyka (obwód Burgas)
Łyka (bułg. Лъка) – wieś w Bułgarii, w obwodzie Burgas, w gminie Pomorie. W 2023 roku liczyła 382 mieszkańców.